# Ignaz & Wilhelm Briess
Ignaz & Wilhelm Briess war eine Malz-Fabrik in Paulowitz bei Olmütz in Mähren.

## Geschichte

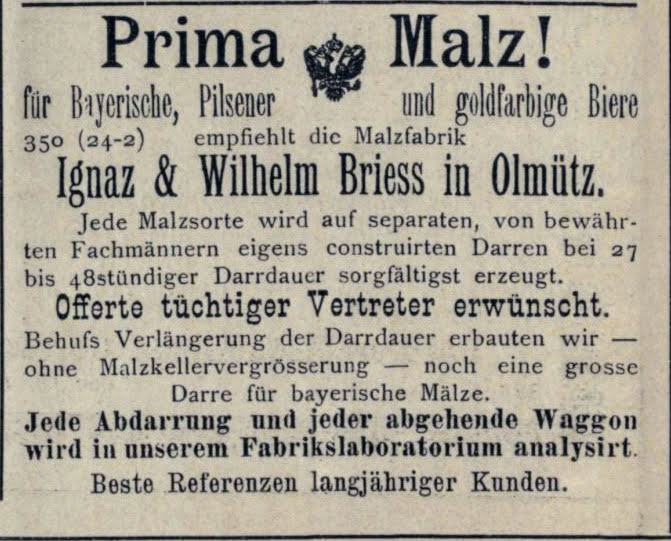
Annonce von Ignaz & Wilhelm Briess, in: Der Böhmische Bierbrauer, 1893

Das Unternehmen wurde im Jahre 1873 gegründet und widmete sich ursprünglich dem Export fast aller Getreidesorten. Das Malzgeschäft befand sich damals noch in den ersten Anfängen. Diesem Artikel wurde zunächst wenig Bedeutung beigemessen, da die meisten Brauereien ihren Malzbedarf in eigenen Mälzereien erzeugen konnten. Erst mit dem allgemeinen Aufschwung der Brauindustrie machte sich das Bedürfnis nach dem Bezug von fertigem Malz in stärkerem Maß geltend. Diesen Moment erfasste das Unternehmen in richtiger Voraussicht und konzentrierte sich auf den Malzexport, wobei ihr die durch eine lange Reihe von Jahren im Gerstehandel gesammelten Erfahrungen und Kenntnisse von großen Nutzen waren. Insbesondere kam ihr die Vertrautheit mit den Anforderungen der ausländischen Brauereikundschaft sehr zustatten.
Die Firma pachtete zuerst die Malzfabrik in Kirwein, in der circa 100 Waggon jährlich erzeugt werden konnten. In den ersten Jahren aber gelang es schon, den Absatz derart zu heben, dass diese Pachtmälzerei für den Wirkungskreis der Firma nicht mehr genügte und man an einen größeren Neubau in modernem Stil dachte. Dieser wurde 1881 in Paulowitz bei Olmütz errichtet.
Der Absatz stieg von Jahr zu Jahr derartig, dass die Firma Ignaz und Wilhelm Briess zu den bedeutendsten Industriefirmen dieser Branche auf dem Kontinent gezählt werden konnte. Ihr Absatzgebiet erstreckte sich, abgesehen von allen europäischen Ländern, auch über Südamerika, Japan, Südafrika und Australien und genoss einen Weltruf.
In Anerkennung ihres Verdienstes um die Hebung des Exportes wurde der Firma von der k.u.k. mährischen Statthalterei die Auszeichnung verliehen, den kaiserlichen Adler im Schilde und Siege führen zu dürfen. Bei den von der Firma beschickten Ausstellungen erhielt sie folgende Preise: im Jahre 1881 in Porto Alegre den ersten Preis, 1882 in Triest die goldene Medaille, 1883 bei der Weltausstellung in Amsterdam die silberne Medaille, 1883 in Saaz die goldene Medaille, 1885 in Antwerpen die goldene Medaille, 1888 in Brüssel das Ehrendiplom, 1890 in Wien das Ehrendiplom und 1891 in Gothenburg den ersten Preis.
Ferner fungierte die Firma als Juror bei folgenden Ausstellungen: im Jahre 1891 in Paris, 1892 in Olmütz, 1894 in Antwerpen und 1897 in Brüssel. Infolge dieser Tätigkeit waren die Fabrikate von Ignaz & Wilhelm Briess bei den betreffenden vier Ausstellungen außer Preisbewerbung (hors concours).
Den Inhabern Ignaz und Wilhelm Briess wurde der k.u.k. Hoflieferantentitel als Hof-Malz-Fabrikanten verliehen.